# Аргентина на Летњим олимпијским играма 1900.
Аргентина је први пут учествовала на Олимпијским играма 1900. са једним спортистом који је учествовао у мачевању.

## Резултати по дисциплинама

### Мачевање
| Дисциплина | Позиција | Такмичар      | Прва коло       | ЧФ           | Репасаж      | ПФ           | Финале  |
| ---------- | -------- | ------------- | --------------- | ------------ | ------------ | ------------ | ------- |
|            |          |               |                 |              |              |              |         |
| Мач        | 5        | Едуардо Камет | 2 место група М | 2 место ЧФ Ц | Није одржано | 3 место ПФ Б | 5 место |
|            |          |               |                 |              |              |              |         |

ЧФ = четвртфинале
ПФ = полуфинале